# Ferrer Bassa

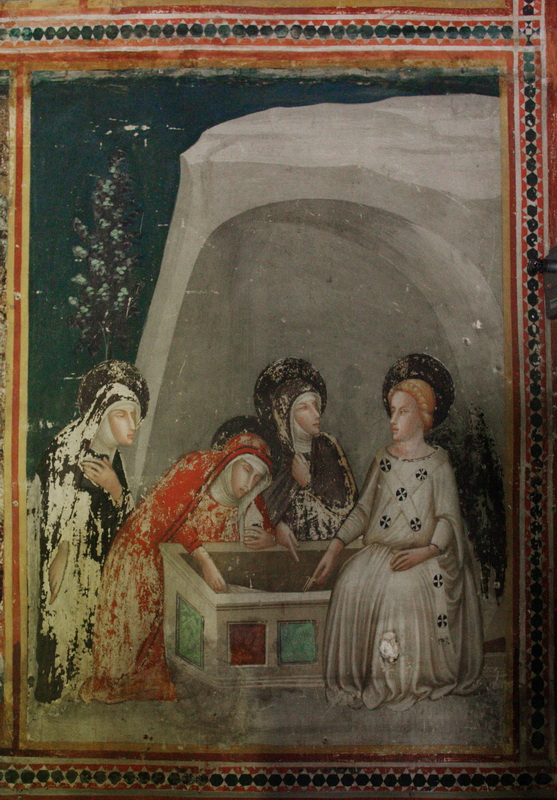
Drei Frauen am Grabe (Fresko im Kloster von Pedralbes, ca. 1346)

Ferrer Bassa (* zwischen 1285 und 1290 in Tortosa; † 1348 in Barcelona) war ein katalanischer Maler der Gotik.
Der Buchmaler stand seit 1316 in den Diensten des aragonesischen Königshauses. Von diesem erhielt er unter anderem den Auftrag, zwei Kapellen und zwei Kreuze in der Kirche in Sitges zu bemalen.
Auftraggeber Bassas waren auch Adelige oder hochrangige Geistliche, so dass seine Werke in der Hauptsache in Kirchen und Schlössern zu finden sind.
Ein bekanntes Werk des Künstlers ist der Freskenzyklus in der Capella de Sant Miquel (‚Kapelle des heiligen Michael‘) des Klosters von Pedralbes. Unter diesen Fresken ist Drei Frauen am Grabe das bekannteste. Es entstand in den Jahren 1345/1346.
Bassa gilt als Pionier der Kunst des italienischen Trecento in Spanien. Sein Stil enthielt Elemente sowohl des sienischen als auch des florentinischen Stils.